# ريشار - لونوار (مترو باريس)
ريشار - لونوار (بالفرنسية: Richard-Lenoir)‏ هي محطة مترو تابعة لمترو باريس تقع في فرنسا في الدائرة الحادية عشرة في باريس.